# George Johnstone Stoney

George Johnstone Stoney

George Johnstone Stoney (* 15. Februar 1826 in Oakley Park, County Offaly, Irland; † 5. Juli 1911 in London) war ein irischer Physiker. Er gab der Elementarladung den Namen Elektron.

## Leben und Werk
Stoney besuchte das Trinity College Dublin der irischen Hauptstadt und war danach Assistenzprofessor am Observatorium von William Parsons, 3. Earl of Rosse in Birr Castle. Später war er Professor für Physik (Natural Philosophy) am Queen’s College in Galway (National University of Ireland, Galway) und war danach an der Queen’s University in Dublin, wo er Sekretär des Verwaltungszentrums der Queen’s Colleges war.
1874 schlug Stoney die Existenz von elektrischen Ladungsträgern einheitlich großer Ladung vor, die mit den Atomen verbunden sein sollten. Aus der Elektrolyse leitete er erste Abschätzungen ihrer Ladung ab. Der Wert von 3e-11 esu, entsprechend 10−20 C, lag dabei um einen Faktor 16 zu niedrig. Erste Vorschläge dazu machte er auf dem Treffen der British Association in Belfast 1874 (On the physical units of Nature, veröffentlicht erst 1881) und dann 1891 in den Trans. Royal Dublin Society (Band 4, S. 583), wo er auch den Namen Elektron vorschlug. Ein möglicher Grund für die Wahl des Namens war, dass Elektron das griechische Wort für Bernstein ist, das Material, an dem zum ersten Mal elektrostatische Phänomene beobachtet worden waren. In seiner Arbeit von 1874 machte er den ersten Vorschlag für ein Maßsystem Natürlicher Einheiten, dem er als Naturkonstanten die Elektronenladung, die Gravitationskonstante und die Lichtgeschwindigkeit zugrunde legte.
Stoneys Bestimmung der Elementarladung stand im Zusammenhang mit seinen Versuchen, die Avogadro-Konstante (bzw. die Faraday-Konstante) zu bestimmen (wie gleichzeitig auch Johann Josef Loschmidt und William Thomson, 1. Baron Kelvin).
Das Elektron wurde 1897 von Joseph John Thomson als Elementarteilchen erstmals nachgewiesen (er nannte es corpuscle), seine elektrische Ladung 1910 durch Robert Millikan genauer bestimmt.
Stoney befasste sich auch mit Spektroskopie. Er suchte nach einer Aufspaltung der Spektrallinien im Magnetfeld, die aber erst 1896 durch Pieter Zeeman nachgewiesen werden konnte, und er nahm einige der Gesetzmäßigkeiten vorweg, die Johann Jakob Balmer 1885 im Wasserstoffspektrum fand (Balmer-Serie). Er konstruierte auch einen Heliostaten.
1970 wurde ein Mondkrater und 1973 ein Marskrater nach ihm benannt.

## Stoneys Familie
George Stoneys jüngerer Bruder Bindon Blood Stoney (1828–1909) war Ingenieur, der auch Beiträge zur Astronomie leistete. George Stoneys Neffe George Francis FitzGerald war Physiker. George Stoney hatte fünf Kinder. Sein ältestes, sein Sohn George Gerald Stoney (1863–1942), war ebenfalls Ingenieur; er wurde 1917 Professor für Maschinenbau in Manchester und ist heute vor allem durch die nach ihm benannte Gleichung bekannt. George Stoneys Töchter, die Physikerin Edith Stoney (1869–1938) und die Medizinerin Florence Stoney (1870–1932) leisteten Pionierarbeit im Bereich der Röntgen-Radiologie – Florence war die erste Radiologin Großbritanniens.